# American Motors Company
Die American Motors Company wurde als American Motor Car Company gegründet. Dieser amerikanische Automobilhersteller existierte von 1906 bis 1914. Der Sitz war in Indianapolis (Indiana). Die Autos verkaufte er unter dem Namen American. Er baute als erster Automobilhersteller serienmäßig den Niederrahmen (Underslung); die Modellreihe hieß entsprechend American Underslung.

## Geschichte
Harry C. Stutz, Gründer es späteren Automobilherstellers Stutz, konstruierte das erste Auto für die American Motor Car Company. Er verließ aber bald die Gesellschaft und Fred L. Tone übernahm 1906 seinen Posten als Chefingenieur. Tone überarbeitete den Niederrahmen, der unterhalb der Achsen mit halbelliptischen Federn lag.
Diese umgekehrte Konstruktion erhielt den Namen Underslung und wurde hier zum ersten Mal industriell angewandt. Sie gab dem Auto einen niedrigen Schwerpunkt. Um dem Wagen ausreichende Bodenfreiheit zu verschaffen, hatte er 40"-Räder. Der Hersteller betonte in der Werbung, dass seine Wagen sich kaum überschlagen und eine Seitenneigung von 55° vertragen, ohne umzukippen.
Die Motoren kamen zum Teil von Teetor-Hartley. Sie hatten 6,4 Liter Hubraum und entwickelten (nach den damaligen Messmethoden) 40 bhp (29 kW), aber damit war der Wagen untermotorisiert. 1908 wurde der Hubraum auf 7,8 Liter vergrößert, sodass der Motor nun 50 bhp (37 kW) leistete. Die American Car Motor Company schickte einen Roadster mit der großen Maschine in das Savannah Challenge Cup Race, aber der Wagen beendete das Rennen als Letzter.
1911 geriet das Unternehmen in finanzielle Schwierigkeiten und wurde in American Motors Company umbenannt.
1912 hatten alle Modelle den Niederrahmen. Die neue Gesellschaft war aber immer noch auf wirtschaftlich schwach und arbeitete ineffektiv. Die relativ kleine Fertigung ihrer zahlreichen Modelle war auf drei Standorte aufgeteilt. So musste das Unternehmen 1914 Konkurs anmelden.
Wie viele andere Automobilhersteller dieser Zeit litt die American Motors Company unter ineffizienten Fertigungsabläufen, fragwürdigen Managementpraktiken und einer Konzentration auf hohe Fertigungsqualität und teure Modelle zu einer Zeit, als der Markt preisgünstigere, praktische Autos forderte.

## Stückzahlen
Laut einer Quelle wurden 45.000 Fahrzeuge hergestellt.
Eine andere Quelle nennt die folgenden Zahlen: etwa 100 in 1907, danach jährlich 150 bis 200, Höchstwert 1000 in 1912.